# Спотсвуд (Њу Џерзи)
Спотсвуд (енгл. Spotswood) град је у америчкој савезној држави Њу Џерзи.

## Демографија
По попису из 2010. године број становника је 8.257, што је 377 (4,8%) становника више него 2000. године.
| Група             | 2000.         | 2010.         |
| Белци             | 7.137 (90,6%) | 6.800 (82,4%) |
| Афроамериканци    | 122 (1,5%)    | 246 (3,0%)    |
| Азијати           | 230 (2,9%)    | 424 (5,1%)    |
| Хиспаноамериканци | 345 (4,4%)    | 687 (8,3%)    |
| Укупно            | 7.880         | 8.257         |